# Rodrigo Gimeno Molina
Rodrigo Gimeno Molina (València, 21 de setembre de 1979), més conegut simplement com a Rodri, és un exfutbolista valencià que jugava com a centrecampista.
La seva carrera esportiva començà a l'Albacete Balompié. En busca de més minuts va anar al CE Castelló on va romandre quatre temporades. Va tindre un paper clau en l'ascens a Segona divisió i la permanència posterior, esdevenint el capità del primer equip. Actualment forma part del Gimnàstic de Tarragona.

## Altres mèrits
- 1 ascens a Primera divisió: 2002/03 amb l'Albacete Balompié.
- 1 ascens a Segona divisió: 2004/05 amb el CE Castelló.